# Ecclesia
Ecclesia (greacă: ἐκκλησία ad. litt. adunare, prin extensie, adunarea poporului) a fost o instituție statală ateniană antică între anii 480 î.Hr. și 404 î.Hr..